# Setophaga virens
La reinita dorsiverde (Setophaga virens), también denominada chipe negriamarillo dorsiverde, chipe de garganta negra, cigüita pechinegra, reinita cariamarilla, reinita papinegra carigualda, reinita verdinegra, reinita verdosa y reinita gorginegra, es una especie de ave paseriforme americana que se clasifica en la familia de los parúlidos. Cría en Canadá y Estados Unidos y pasa el invierno desde México hasta Venezuela, incluyendo las Antillas.
Mide 11 o 12 cm cuando adulto. El macho es de cara amarilla con una raya transocular olivácea. La frente, corona, nuca y espalda verde oliva. Alas y cola son de color oliva oscuro, con dos barras blancas en el ala y algunas plumas blancas en la cola. La garganta y la parte superior del pecho son negros. La parte inferior del pecho y el vientre blancos, con algunas manchas negras en los costados y algún tinte amarillo limón en el vientre.
Las hembras y los juveniles son similares al macho adulto, pero con las mejillas oliváceas y menor cantidad de negro en pecho y garganta. En la garganta hay algo de blanco con amarillo.
Resulta similar a Dendroica chrysoparia, D. occidentalis y D. townsendi.
Su área de reproducción es muy grande, extendiéndose principalmente por el oriente de Norteamérica desde los lagos de Manitoba hasta la isla de Terranova; en la región de los Grandes Lagos y a lo largo de los Apalaches hasta Georgia. Hay también registros en el occidente de Canadá, pero no más allá de las Montañas Rocosas.
Es un ave migratoria que en invierno se distribuye por el este, sur y sureste de México, el sur de Florida, toda América Central y las Antillas, y en la costa caribeña de Colombia y Venezuela. Hay registros casuales en Ecuador.
Su hábitat son bosques de coníferas y bosques mixtos durante la primavera y el verano. En la época de invernada habita en áreas cálidas húmedas y subhúmedas. Se alimenta principalmente de insectos, larvas y arácnidos.